# Gare de Limehouse
Ne doit pas être confondu avec Limehouse (DLR).
Limehouse (en anglais : Limehouse railway station), est une gare ferroviaire établie sur le London, Tilbury and Southend Railway (en). Elle  est située sur la Commercial Road, à Limehouse dans le borough londonien de Tower Hamlets sur le territoire du Grand Londres, en zone 2 Travelcard.
Elle est en correspondance avec la station Limehouse (DLR) desservie par le métro léger automatique Docklands Light Railway (DLR).

## Situation ferroviaire
La gare de Limehouse est établie sur le London, Tilbury and Southend Railway (en), entre les gares en service de : Fenchurch Street, terminus londonien de la ligne, et West Ham.